# Caronte (satélite)
Caronte forma junto com Plutão um sistema de astros duplos (rotação síncrona), descoberto por James Walter Christy em 22 de junho de 1978. É mais conhecido como um satélite natural de Plutão, mesmo tendo a metade do tamanho de Plutão (2 400 km - 1 200 km). Os dois possuem massas tão semelhantes que não há uma dominância gravitacional de Plutão sobre Caronte. Caronte puxa Plutão com tal força que o eixo de rotação se encontra fora da superfície de Plutão, é como se ambos fossem satélites naturais de um "vazio", caso único no Sistema Solar. Alguns astrônomos classificam esta interação como planeta-anão duplo, o sistema Plutão-Caronte, assim sendo os outros quatro corpos: Hidra, Nix, Cérbero e Estige seriam satélites de Plutão e Caronte. Mas a classificação dada pela União Astronômica Internacional ainda é somente planeta-anão focando o maior corpo do sistema.
A sua composição e dimensões são ainda muito incertas, devido à distância a que o par Plutão-Caronte se encontra da Terra. Mas as medições feitas mostram  que Caronte possui um diâmetro de aproximadamente 1 207 km.
Como se viu nas últimas décadas, todos os planetas distantes tinham mais satélites do que se pensava antes dos voos espaciais, e nunca foram visitados pelo homem. Entretanto, Plutão e Caronte foram visitados pela missão espacial não-tripulada New Horizons em julho de 2015, para novas pesquisas.

## Descoberta

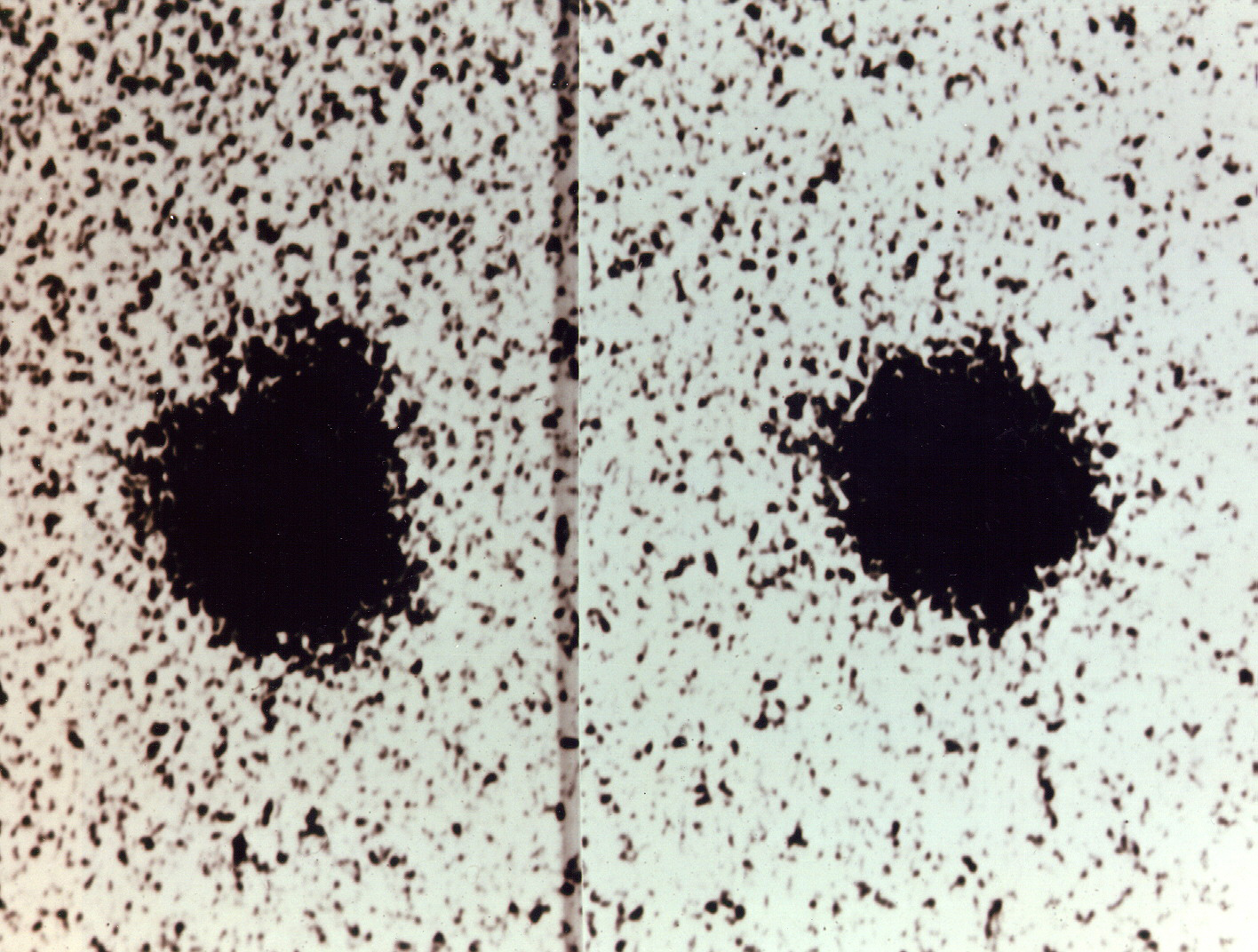
Negativos de imagens mostram Caronte orbitando em torno de Plutão. estas imagens foram feitas pelo Observatório Naval dos Estados Unidos. Caronte está visível, como um borrão, na imagem à esquerda, mas ausente na da direita.

Caronte foi descoberto a 22 de junho de 1978 pelo astrônomo do Observatório Naval dos Estados Unidos James W. Christy, que percebeu algo muito peculiar nas imagens de Plutão obtidos com o telescópio do Observatório de Flagstaff. As imagens obtidas de Plutão tinham uma forma ligeiramente alongada, enquanto as estrelas que apareceram na mesma fotografia não mostraram nenhuma distorção.
Uma verificação em arquivo no observatório revela que algumas das outras imagens tomadas em excelentes condições de visibilidade também mostraram esta estirpe, embora a maioria não. Este efeito poderia ser explicado se houvesse outro objeto em órbita de Plutão, que periodicamente não é suficientemente grande para ser observado pelo telescópio.
Christy continuou a sua pesquisa e descobriu que todas as observações poderiam ser explicadas se o objeto em questão tivesse um período orbital de 6,387 dias e uma separação máxima do planeta de um segundo de arco. O período de rotação de Plutão é de 6,387 dias, precisamente como era quase certo que o satélite tinha o período de rotação mesmo, inferir que este era o único conhecido sistema de satélite do planeta em que ambos eram a mesma face o tempo todo.
Algumas dúvidas que poderiam ocorrer sobre a existência de Caronte foram apagadas quando o sistema entrou em um período de cinco anos entre 1985 e 1990 de eclipses e trânsitos. Este fenômeno ocorre quando o plano orbital de Plutão e Caronte fica no mesmo plano orbital do ponto de vista da Terra. Isso só acontece duas vezes durante os 248 anos do período orbital de Plutão. Foi muita sorte que um desses intervalos de eclipses ocorressem logo após a descoberta de Caronte.
As primeiras imagens de Plutão e Caronte como discos separados foram tiradas pelo Telescópio Espacial Hubble na década de 1990. Mais tarde, o desenvolvimento da óptica adaptativa possibilitou obter imagens dos discos separados usando telescópios terrestres.
A descoberta de Caronte descartou a teoria de que Plutão tinha sido um satélite de Netuno que havia escapado da órbita deste.

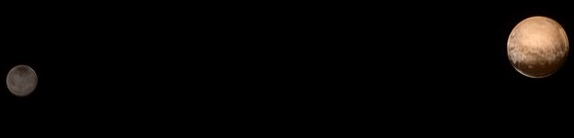
Plutão (à direita) e Caronte (à esquerda). Foto retirada a partir da sonda New Horizons da NASA.

## Nome
Caronte foi nomeada, temporariamente, como S/1978 P 1. Em 24 de junho de 1978, James Walter Christy sugeriu o nome Charon, apelido de sua esposa Charlene. O Observatório Naval dos Estados Unidos propôs o nome Persephone, mas Christy persistiu no nome Charon (em português, Caronte) após descobrir que este nome se refere a uma figura da mitologia grega. Caronte transportava as almas dos que morreram ao mundo inferior ou Hades, conhecido como Plutão pelos romanos.
A adoção oficial deste nome foi confirmada em 3 de janeiro de 1986 pela União Astronômica Internacional.

## Caraterísticas físicas
O diâmetro de Caronte é de cerca de 1 207 km, pouco mais de que metade do de Plutão, com uma área de 4 580 000 km². Ao contrário de Plutão, que é coberta com gelos de nitrogênio e metano, a superfície de Caronte parece ser dominada por gelo de água. Também parece não ter atmosfera. Em 2007, observações feitas pelo Observatório Gemini, hidratos de amônia e cristais de água na superfície de Caronte sugeriram a presença de criogêiseres ativos. Imagens de Caronte revelaram uma superfície altamente fracturada que pode ter se formado quando um oceano congelado subsuperficial e se expandiu para dividir uma crosta exterior de gelo. O fato de que o gelo estava em forma cristalina ainda sugere que havia sido recentemente depositado, uma vez que a radiação solar teria o gelo degradado antigo para trazê-lo para um estado amorfo após cerca de 30 mil anos. A superfície fracturada faz parte da característica informalmente chamado de Chasma da serenidade, parte de uma vasta faixa equatorial de abismos sobre Caronte. Este sistema de abismos é um dos mais longos visto em qualquer lugar no sistema solar, ele tem pelo menos cerca de 1 800 km de comprimento e atingindo 7,5 km de profundidade.
Os eclipses mútuos de Plutão e Caronte na década de 1980 permitiram aos astrónomos analisar as linhas espectrais de Plutão e de ambos os astros combinados. Subtraindo-se o espectro de Plutão do total, poderia determinar a composição da superfície de Caronte.
O volume e a massa de Caronte nos permitem calcular a sua densidade, sabendo isso, podemos dizer que é um corpo gelado e contém menos rochas, do que seu parceiro, apoiando a ideia de que Caronte foi criada por um impacto gigante no manto de Plutão. Existem duas teorias contraditórias sobre a estrutura interna de Caronte: alguns cientistas acreditam que é um corpo diferenciado como Plutão, com um núcleo rochoso e um manto de gelo, enquanto outros acreditam que Caronte tem uma composição uniforme.

### Polo vermelho
Os pesquisadores da NASA descobriram que o pólo vermelho escuro em Caronte pode ser parte da atmosfera vinda de Plutão. As imagens e os dados capturados pela sonda New Horizons, da NASA, sugerem que a região avermelhada no topo da lua poderia ser a atmosfera que escapou de Plutão, congelada.